# Dolní Hrachovice
Dolní Hrachovice là một làng thuộc huyện Tábor, vùng Jihočeský, Cộng hòa Séc.